# Rocca di Gualdo Cattaneo

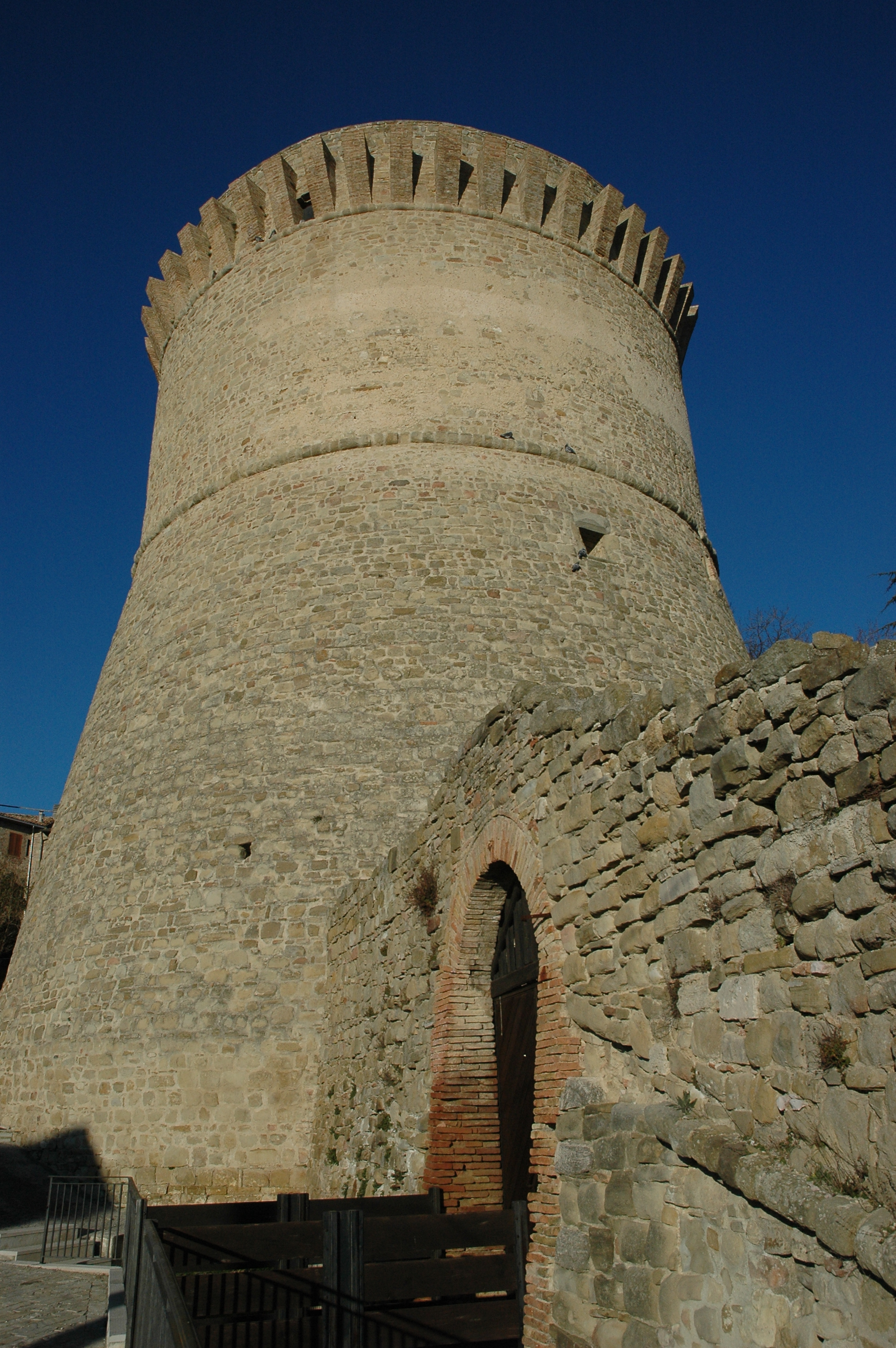
Il muro perimetrale occidentale ed il maschio visti da Sud

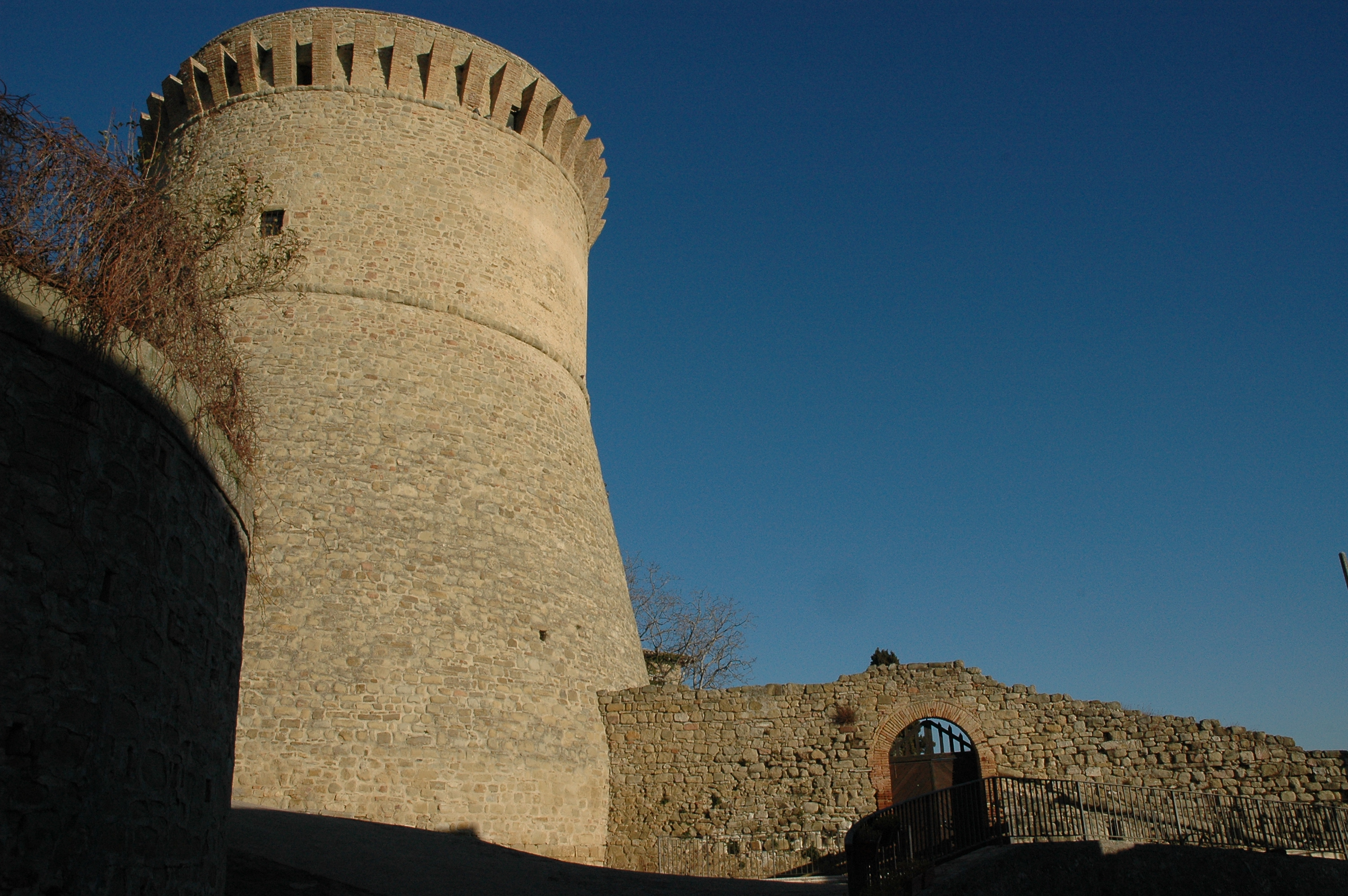
Muro perimetrale occidentale - Febbraio 2006

La Rocca di Gualdo Cattaneo è una fortificazione inserita all'interno del paese di Gualdo Cattaneo. Si tratta di una struttura di dimensioni ragguardevoli, ancora più notevole se rapportata alle dimensioni di tutto il paese fortificato di Gualdo Cattaneo, all'interno del quale costituisce una seconda linea difensiva dopo le mura di circonvallazione; la Rocca si caratterizza per la forma a triangolo isoscele, ai cui vertici sono presenti il maschio principale e due torrette minori; tutte sono di forma cilindrica con scarpe evidenti. Le dimensioni sono uguali tra le due rondelle mentre il cassero principale è notevolmente più grande. La costruzione fu decisa d'iniziativa del Consiglio Comunale di Foligno in data 13 novembre 1493; la definizione delle procedure d'appalto fu approvata il 15 agosto 1494 ed in data 20 agosto fu firmato il relativo contratto; i lavori iniziarono subito dopo ed alla fine del 1495 il maschio principale era quasi completo; una serie di contratti successivi, stipulati in data 04 febbraio 1496, poi alla fine dell'estate in data 15 settembre 1496, testimoniano il veloce avanzamento dei lavori; in data 18 ottobre 1498 viene stipulato un contratto per la costruzione delle mura perimetrali e delle altre opere murarie; infine in data 08 maggio 1500 viene stipulato un ultimo contratto per le opere di finitura; anche se non è stato possibile stabilire una data definitiva di ultimazione dei lavori, con ogni probabilità l'opera viene definita nella forma attuale negli ultimi mesi del 1500, al più nei primi mesi del 1501.

## La corretta denominazione
La Rocca di Gualdo Cattaneo è stata spesso indicata come "La Rocca dei Trinci" e talvolta "Rocca dei Borgia"; è opportuno spiegare l’origine di tali denominazione per poi effettivamente confutarne la correttezza.

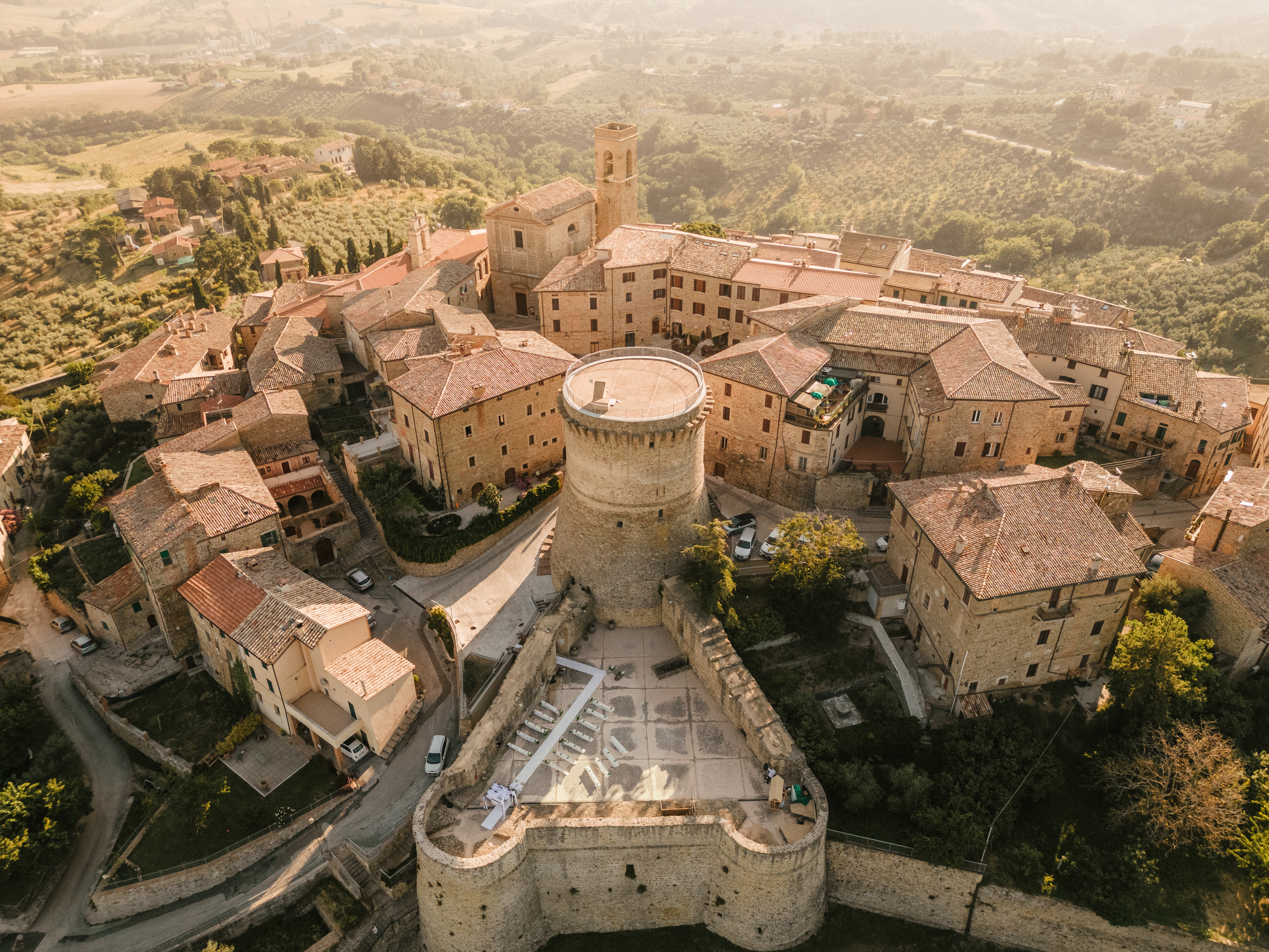
Rocca vista dall'alto - Estate 2023

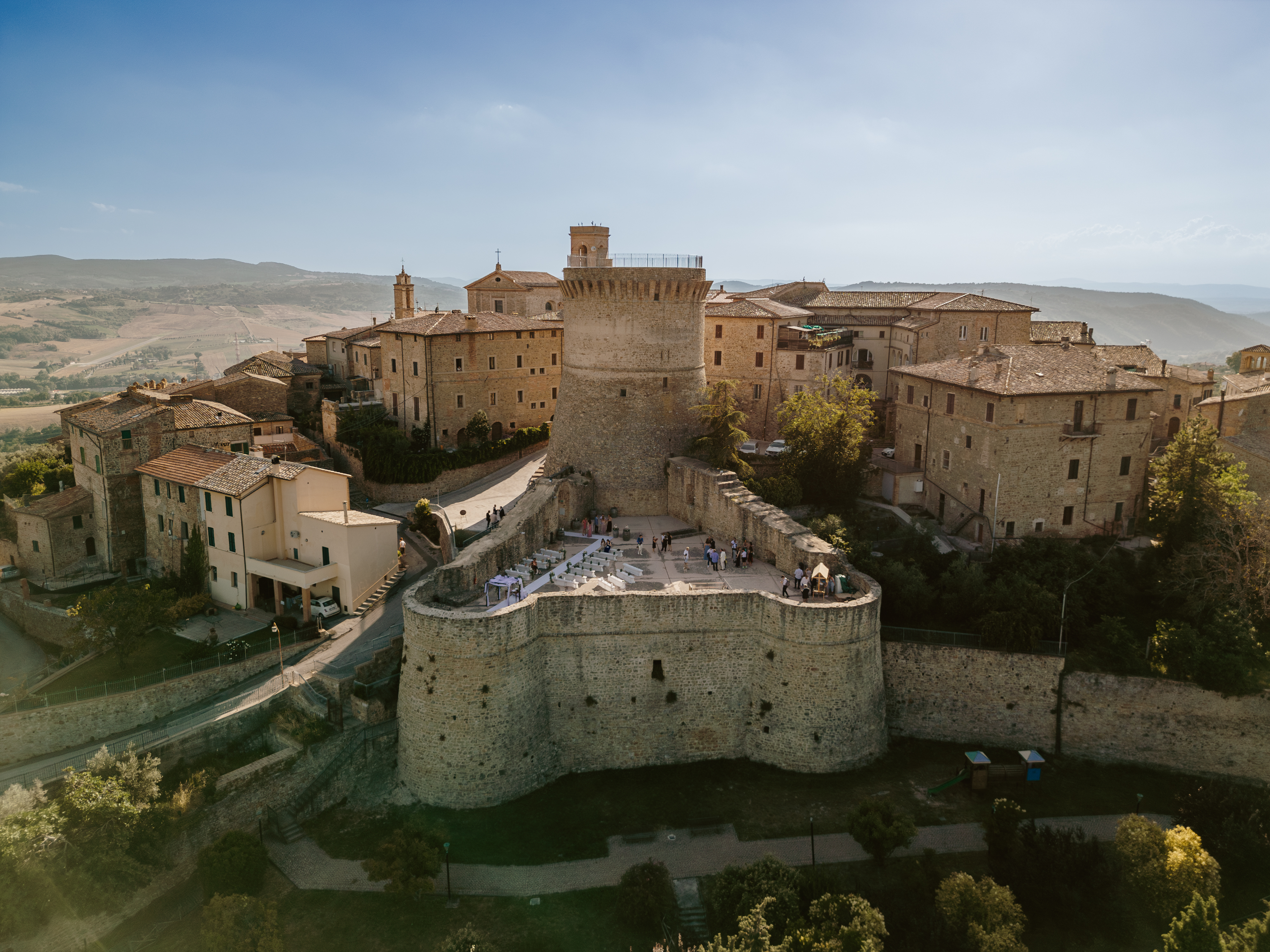
Visione della Rocca nel contesto del paese di Gualdo Cattaneo

In effetti la signoria dei Trinci ha svolto ruolo decisivo nella storia di questa parte dell’Umbria, in considerazione della potenze e del prestigio della famiglia, nonché dell’esercizio del vicariato ecclesiastico; nel territorio sono presenti varie rocche, torri, fortezze, ascrivibili alla signoria dei Trinci nelle terre soggette al loro dominio.
Va ricordato che l’interesse dei Trinci per Gualdo Cattaneo è antico, risalendo indietro nel tempo all’occupazione del paese da parte di Napoleone Trinci, avvenuta nel 1219. La presenza di una rocca, ancorché di minori dimensioni ed importanza, è testimoniata nelle raccolte delle Riformanze del Comune di Foligno, ove esplicitamente si concede al futuro castellano della erigenda Rocca di Gualdo Cattaneo di costruire un'abitazione sulle rovine della preesistente rocca dei Trinci; non sussistono peraltro informazioni relative alla Rocca dei Trinci propriamente detta ma un documento, databile tra il 1421 e il 1424 testimonia con esattezza l’esistenza dell’edificio; si tratta peraltro di un documento determinante in considerazione del fatto che testimonianze precedenti sono andate contestualmente perdute con la fine della Signoria dei Trinci.
Se ne deduce quindi che a Gualdo Cattaneo furono costruite due rocche da parte della Città di Foligno, ma in epoche e ubicazioni differenti. La prima, un manufatto che è corretto appellare Rocca dei Trinci, fu smantellata in un periodo precedente la costruzione della Rocca attuale; la seconda, la Rocca di Gualdo Cattaneo a tutt’oggi presente, che fu costruita in piena epoca comunale e oltre mezzo secolo dopo la fine della signoria dei Trinci, per cui con la grande famiglia folignate non ha nulla in comune.
La Rocca di Gualdo Cattaneo è stata altresì conosciuta con l’appellazione di Rocca dei Borgia. Alcuni testi riconducono ad Alessandro VI Borgia l’iniziativa della costruzione del manufatto. Anche in questo caso sussistono elementi che indirizzano verso questa ipotesi ma in realtà il Papa, stando ai documenti effettivamente disponibili, non sembra avere avuto parte attiva nella scelta di procedere con la grande costruzione. È vero ed è un fatto asseverato che il Comune di Foligno ha ottenuto dal Papa il possesso del castello di Gualdo Cattaneo nel 1493, a seguito di un ingente versamento in denaro, ma la scelta di fortificare ulteriormente il castello fu una decisione libera del comune di Foligno. Tuttavia, la vicinanza temporale tra l’acquisizione dei diritti sul castello e l’inizio dei lavoro ha favorito l’associazione tra la Rocca ed Alessandro VI, che stando ai documenti noti, non è dato sapere se avesse preso una qualsiasi posizione, né a favore né contro, nelle scelte relative alla costruzione della fortificazione. Pochi anni dopo il nuovo Papa Giulio II Della Rovere approvò l’iniziativa del Comune di Foligno riconoscendone opportunità e utilità, ma questo non avvalora un effettivo interessamento di Alessandro VI nella costruzione della Rocca.

## Antefatti della costruzione
L'origine della fortificazione va inserita nel contesto delle rivalità tra le principali città umbre sul finire del XV secolo, Foligno, Spoleto e Perugia. La costruzione della fortificazione all'interno del paese di Gualdo Cattaneo è da ricondursi al desiderio da parte del Comune di Foligno di assicurarsi una posizione difficilmente contendibile in un territorio allora importante per la capacità di controllo del territorio, stabilendo un presidio militare e politico da parte del comune di Foligno in direzione Ovest, in diretta contrapposizione con Perugia e Spoleto. Giova ricordare che. benché Gualdo Cattaneo già da molto tempo fosse stabilmente inserita tra le municipalità satelliti del Comune di Foligno, ha fatto sempre parte dell'Arcidiocesi di Spoleto; si trattava quindi di un territorio di confine, con un contado ampio e produttivo e un'acropoli dal grande valore militare, per i tempi. I Trinci già avevano acquistato il castello nel 1412 direttamente da Braccio da Montone che aveva carpito il castello manu militari a Ceccolino Michelotti, signore Perugino; dopodiché Braccio lo aveva ceduto ad Ugolino Trinci per la cifra di 4000 ducati; il possesso del castello dura fino al 1439, anno della fine della signoria dei Trinci, per cui Gualdo Cattaneo ritorna ad essere amministrato dalla Camera Apostolica, senza quindi un diretto predominio da parte di una delle città principali; la qual cosa, se permette a Gualdo Cattaneo nel 1483 di dotarsi di uno Statuto da Libero Comune, in realtà contribuisce a mantenere viva una rivalità insanabile tra i fautori di questa o quella parte politica, stante l’incapacità di governare efficacemente l’ordine pubblico; gli odi e le vendette causano fughe di fuoriusciti che si danno al brigantaggio e che attentano alla sicurezza generale e rendono impraticabili le strade. 
La Città di Foligno ha ben chiara la situazione e in quel frangente la sua classe dirigente intuisce la possibilità di chiudere la questione riannodando le fila di un progetto antico. Nel giugno del 1493 il Consiglio valuta la possibilità reale dell’acquisto del Castello; in quel momento si poteva contare sull’appoggio del Segretario Apostolico Sigismondo Conti; il 26 giugno la compravendita del castello è stipulata, con bolla pontificia di Alessandro VI, al prezzo di 1000 ducati d’oro. Fin da subito però fu necessario intervenire con un consistente apparato militare per stabilire l’effettivo possesso del Castello che fin da subito oppone una decisa resistenza, per piegare la quale Foligno deve mettere in campo oltre 1000 uomini; il clima di rivalità tra le città umbre e la presenza di un manipolo di fautori dei Baglioni rese difficile questo passaggio.
In paese viene quindi stanziata da subito una guarnigione militare che è però priva di un alloggiamento adeguato oltre che di mezzi e logistica. Il Consiglio di Foligno nel giro di poche settimane in data 13 novembre 1493, come sopra ricordato, stabilisce definitivamente di costruire la Rocca di Gualdo Cattaneo; il progetto della Rocca si inserisce nel quadro di una complessiva opera di restauro e riqualificazione di tutto il patrimonio difensivo della Città di Foligno, ma a dispetto della consistenza della spesa, Foligno decide di provvedere prioritariamente alla costruzione della Rocca di Gualdo Cattaneo, anche a costo di posticipare lavori egualmente urgenti per rendere di nuovo utilizzabili molte delle rocche e delle fortificazioni del territorio della montagna folignate; l’urgenza di reperire nuove ed indifferibili disponibilità economiche per l’erario del comune renderà necessario un aggravio fiscale straordinario; malgrado questo consistente novero di difficoltà, il progetto della Rocca di Gualdo Cattaneo prosegue con speditezza, significando quindi quanto importante viene valutato questo obiettivo dal Consiglio Comunale di Foligno.

## Costruzione della Rocca di Gualdo Cattaneo
La costruzione del manufatto fu diretta da un tecnico di provato valore, il Maestro Francesco di Bartolomeo di Pietrasanta, originario appunto della Lucchesia ma da molti anni cittadino folignate. Il Maestro contratta con il Comune il capitolato d’appalto, impegnandosi nella gestione complessiva della fabbrica, con l’incarico di progettista e direttore dei lavori; sempre Maestro Francesco progetta la Rocca nel dettaglio e provvede a redigere disegni e istruzioni dettagliate; cosa quanto mai opportuna, dato che il Maestro viene ucciso da un gruppo di fuorilegge – secondo alcuni, trattasi di fuoriusciti Gualdesi – che in un’imboscata assaltano un gruppo di Folignati di ritorno in città dopo una giornata di controlli sul cantiere; la morte del Maestro, probabilmente avvenuta intorno alla fine di agosto del 1494, rappresenta un problema non da poco; tuttavia il cantiere era già partito ed operativo ed i suoi collaboratori avevano un’idea ormai definita di come il progetto si sarebbe dovuto realizzare, cosicché i lavori, malgrado ciò, proseguono secondo il piano stabilito e con speditezza.
Come già detto, tra il 15 ed il 20 agosto 1494 erano stati stipulati e sottoscritti i contratti d’appalto; malgrado la morte del Maestro, sulla scorta delle sue indicazioni e di quanto convenuto in sede d’appalto si inizia da subito a preparare i lavori, a organizzare le forniture di materiale e la logistica, si approntano gli alloggi per gli operai, si definisce il sito sul quale sorgerà il manufatto; la creazione dello spazio porta alla demolizione di una chiesa, fatto attestato da più fonti, che sembra fosse intitolata a San Biagio. Tutte le operazioni preparatorie vengono svolte tra la fine di agosto del 1494 e il gennaio 1495; il 05 febbraio 1495 viene posta la prima pietra e la costruzione ha inizio. Il 1495 scorre tra molteplici difficoltà e pericoli, dato che per due volte i Baglioni tentano l’assalto al Castello; alla fine dell’anno l’assedio dei Baglioni porta a scontri con decine di morti e feriti da ambo le parti. Alla fine i Baglioni tolgono il campo e nel 1496, il 4 febbraio viene stipulato un nuovo contratto tra il Comune di Foligno e i nuovi Maestri che assumono la direzione dei lavori. Nel 1496 i lavori registrano una notevole accelerazione ed in autunno il Comune di Foligno, il 15 settembre, dapprima stipula il terzo lotto dei lavori e poi designa i Castellani che custodiranno e gestiranno la Rocca, nelle figure di Pier Vincenzo di benedetto d’Arcangelo Elmi, Pietro Orsella e Onorio di Bartolomeo da Verchiano;  la fretta di concludere si spiega anche nel desiderio del Comune di Foligno di alleggerire al guarnigione militare stanziata a Gualdo Cattaneo, che costringe l’erario cittadino ad un esborso pesante.  Ai primi castellani seguirà la nomina di Giovancristoforo Pagliarini, con incarico annuale. I lavori, anche grazie ad una situazione più tranquilla dal punto di vista dell’ordine pubblico, proseguono abbastanza regolarmente e con accettabile puntualità fino alla seduta del Consiglio del 18 ottobre del 1498; in quella data viene riconfermato castellano Pagliarini insieme a all’Elmi ed ad Onorio di Bartolomeo, anche loro già sperimentati nel ruolo, i quali di fatto prendono in appalto il servizio di guardiania della Rocca di Gualdo Cattaneo e contemporaneamente accettano di gestire la prosecuzione dei lavori di completamento del manufatto, secondo quanto riportato nei registri delle riformanze.

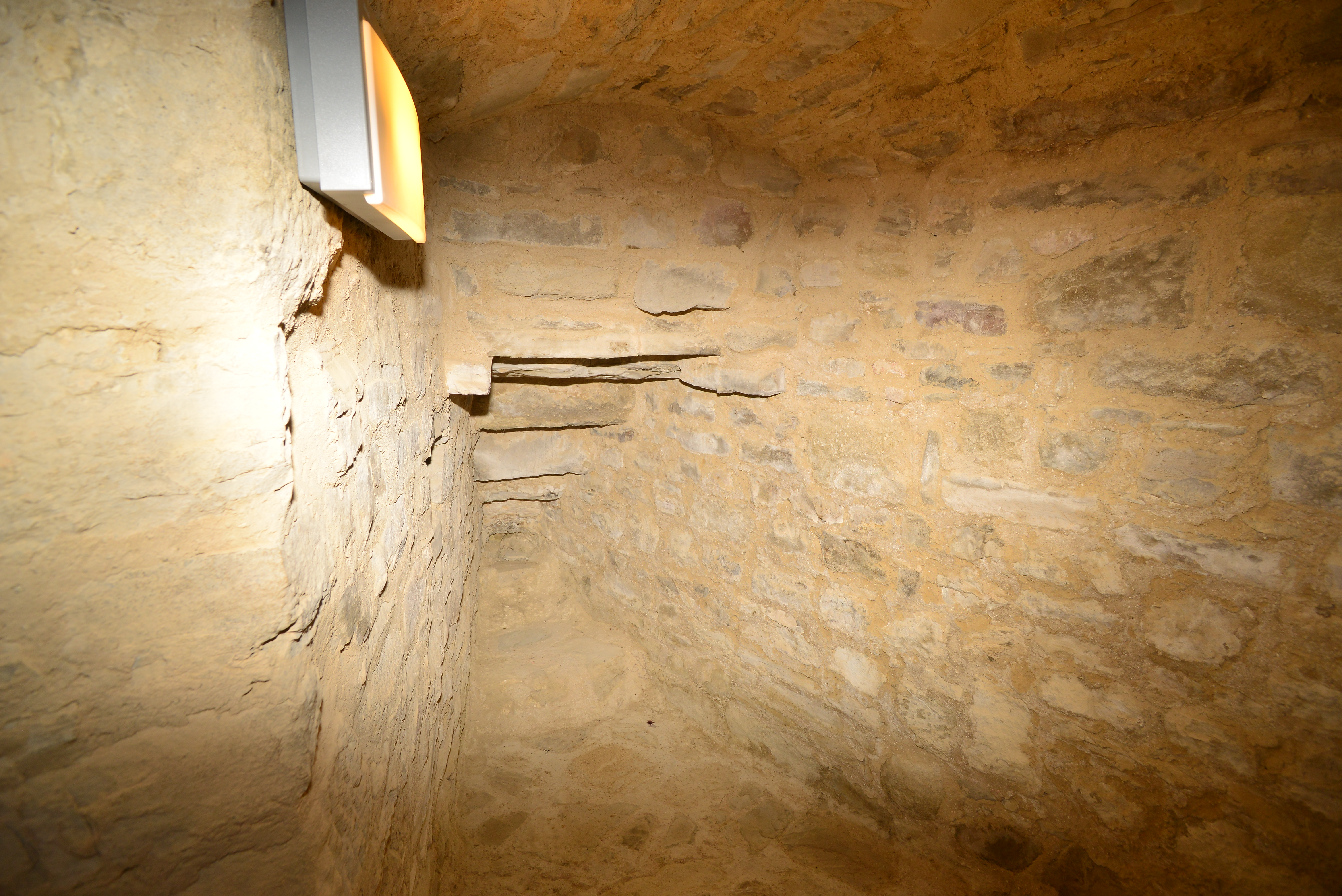
Rocca di Gualdo Cattaneo - Stanza cieca sotterranea -